# Lindheim Sunds
Le Lindheim Sunds est une réplique de bateau viking appartenant à  l'association Skibslag 5 de Ollerup au Danemark-du-Sud. Il est utilisé comme bateau promenade dans l'archipel de l'île Fionie.

## Histoire
Le Lindheim Sunds a été construit, de façon traditionnelle, de 1975 à 1977. Il a été réalisé par trois étudiants de Lærerskole pour leur projet de fin d'études.

C'est une réplique d'un drakkar de guerre du début du XIe siècle, sur le modèle de l'épave Skuldelev n° 5  se trouvant au Vikingeskismuseet (Musée des navires vikings de Roskilde).
Il a été présent à Brest 2008. Le drakkar avait été acheminé par le cargo Caroline S.